# Tommy Seebach
Tommy Seebach Mortensen (ur. 14 września 1949 w Kopenhadze, zm. 31 marca 2003 tamże) – duński piosenkarz, kompozytor, producent, organista i pianista, reprezentant Danii w Konkursie Piosenki Eurowizji w 1979, 1981 i 1993.

## Życiorys

### Początki kariery
Tommy Seebach rozpoczął swoją karierę w wieku 14 lat jako organista w swoim zespole The Colors. W 1965 został wokalistą i organistą Sir Henry and his Butlers, z którym nagrał dwa single: „Let’s Go (Oh Hully Gully)” i „Camp”.

### Kariera solowa
W 1976 Seebach postanowił rozpocząć karierę solową. Jego debiutancki album Tommygun został wydany w 1977. W tym samym roku rozpoczął współpracę ze studiem nagraniowym EMI, gdzie angażował się jako producent w projekty muzyczne, m.in. dla Lecia & Lucienne.
W lutym 1979 wystąpił w finale krajowych eliminacji do 24. Konkursu Piosenki Eurowizji Dansk Melodi Grand Prix, do których zgłosił się z utworem „Disco Tango”. Ostatecznie otrzymał od jurorów taką samą liczbę 82 punktów, co duet Grethe Ingmann & Bjarne Liller P., natomiast w rundzie rozstrzygającej wygrał remis z wynikiem 51 głosów (do 36 Ingmann i Liller P.), zostając tym samym reprezentantem Danii podczas konkursu organizowanego w Jerozolimie. Tuż po finale eliminacji pojawiły się doniesienia o popełnieniu plagiatu przez zwycięzcę. „Disco Tango” autorstwa Seebacha i Keld Heicka porównano do piosenki „Paint It Black” zespołu The Rolling Stones oraz „Tango Jealousie” Gade. Ostatecznie jednak kompozycja została dopuszczona do udziału w 24. Konkursie Piosenki Eurowizji, który odbył się 31 marca w Binyanei Ha’ouama Centre w Jerozolimie. Piosenkarz wystąpił jako trzeci w kolejności i zdobył 76 punktów (w tym maksymalną liczbę dwunastu punktów od Grecji i Izraela), kończąc udział na szóstym miejscu.
Na potrzeby krajowych selekcji w 1980 muzyk napisał utwór „Bye-Bye” dla duetu Lecia & Lucienne, którzy zajęli ostatecznie siódme miejsce w eliminacjach. W kolejnym roku postanowił po raz drugi spróbować swoich sił w Dansk Melodi Grand Prix, tym razem występiując w finale eliminacji w duecie z Debbie Cameron, z którą wykonał utwór „Krøller eller ej”, napisany we współpracy z Keldem Heickiem. Piosenka wygrała selekcje, zdobywając 441 punktów od gości zaproszonych przez krajowego nadawcę Danmarks Radio (DR), dzięki czemu duet mógł wystąpić w barwach kraju 4 kwietnia 1981 w finale 26. Konkursu Piosenki Eurowizji. Para otrzymała łącznie 41 punktów (w tym najwyższą notę od Belgii) i zajęła 11. miejsce w końcowej klasyfikacji. Piosenkarka oskarżyła organizatorów o zakłócenie dźwięku podczas ich prezentacji. W wydanej w 2010 książce Seebacha Cameron przyznała, że szef brytyjskiej telewizji BBC zdradził jej, jakoby problemy technicznie podczas występów faworytów (czyli nie tylko Danii, ale też Izraela i Niemiec) specjalnie nie były rozwiązywane, aby reprezentanci Wielkiej Brytanii mieli większe szanse na zwycięstwo.
W 1982 Seebach zgłosił się po raz kolejny do krajowych selekcji eurowizyjnych, tym razem z piosenką „Hip hurra det’ min fødselsdag”. W finale 14. edycji Dansk Melodi Grand Prix, który odbył się 13 marca 1982 w Studie 3, zajął ostatecznie drugiej miejsce w końcowym rankingu, zdobywając łącznie 47 punktów od pięciu regionalnych ośrodków sędziowskich (w sumie 45 jurorów). W lutym 1984 Seebach zgłosił się do eurowizyjnych selekcji z utworem „Pyjamas for to”, który został oceniony na 40 punktów przez 55 sędziów podzielonych na ośrodki regionalne, które zapewniły mu czwarte miejsce w tabeli końcowej. Rok później zakwalifikował się do finału eliminacji, organizowanego 9 marca w Danske Filmstudier i Lyngby w Kopenhadze, z piosenką „Det’ det jeg altid har sagt”, której jurorzy przyznali 50 punktów, dzięki którym muzyk zajął drugie miejsce.
W 1987 Seebach postanowił zgłosić się do Dansk Melodi Grand Prix z utworem „Det’ gratis”, z którym zakwalifikował się do finału i znalazł się w gronie pięciu najwyżej ocenionych przez jurorów kandydatów. Ostatecznie zajął czwarte miejsce z 17 punktami od sędziów.
W 1989 Seebach nagrał w duecie z Annette Heick piosenkę „Du skælder mig hele tiden ud”. W tym samym czasie wydał LP pt. Tommy Seebach. W 1993 i 1994 ukazały się komplikacyjne albumy piosenkarza – Instrumental Megahits 1 i Instrumental Megahits 2.
W 1993 Seebach po raz kolejny zgłosił się do eliminacji Dansk Melodi Grand Prix, tym razem do 38. Konkursu Piosenki Eurowizji. W finale selekcji, zorganizowanym 3 kwietnia w Kongrescenter w Odense, zaprezentował utwór „Under stjernerne på himlen” napisany we współpracy z Keldem Heickiem. Duński nadawca obawiał się, że mający problemy z alkoholem piosenkarz będzie chciał wywołać skandal podczas występu, przez co długo rozważali zakwalifikowanie go do stawki konkursowej. Dzięki jurorom awansował do drugiej rundy głosowania, w której o zwycięzcy zdecydowali telewidzowie. Jego propozycja otrzymała w sumie 16463 głosów widzów, dzięki czemu wygrała konkurs, a Seebach po raz trzeci został reprezentantem Danii w finale widowiska organizowanego w Millstreet, zajmując ostatecznie 22. miejsce na 25 uczestników. Z powodu słabego wyniku zdobytego przez muzyka, Dania nie mogła wystawić swojego reprezentanta na 39. Konkurs Piosenki Eurowizji w 1994.

## Życie prywatne
Tommy Seebach ożenił się z Karen Seebach, z którą miał troje dzieci: Nicolaia Martina, Rasmusa Christiana i Marie. Małżeństwo rozpadło się z powodu problemów alkoholowych piosenkarza. Uzależnienie doprowadziło do ataku serca, przez którego zmarł w wieku 53 lat.

## Film dokumentalnyTommy
W 2010 odbyła się premiera film dokumentalny o życiu Tommy’ego Seebachaa, który wyreżyserował Sami Saif.

## Dyskografia

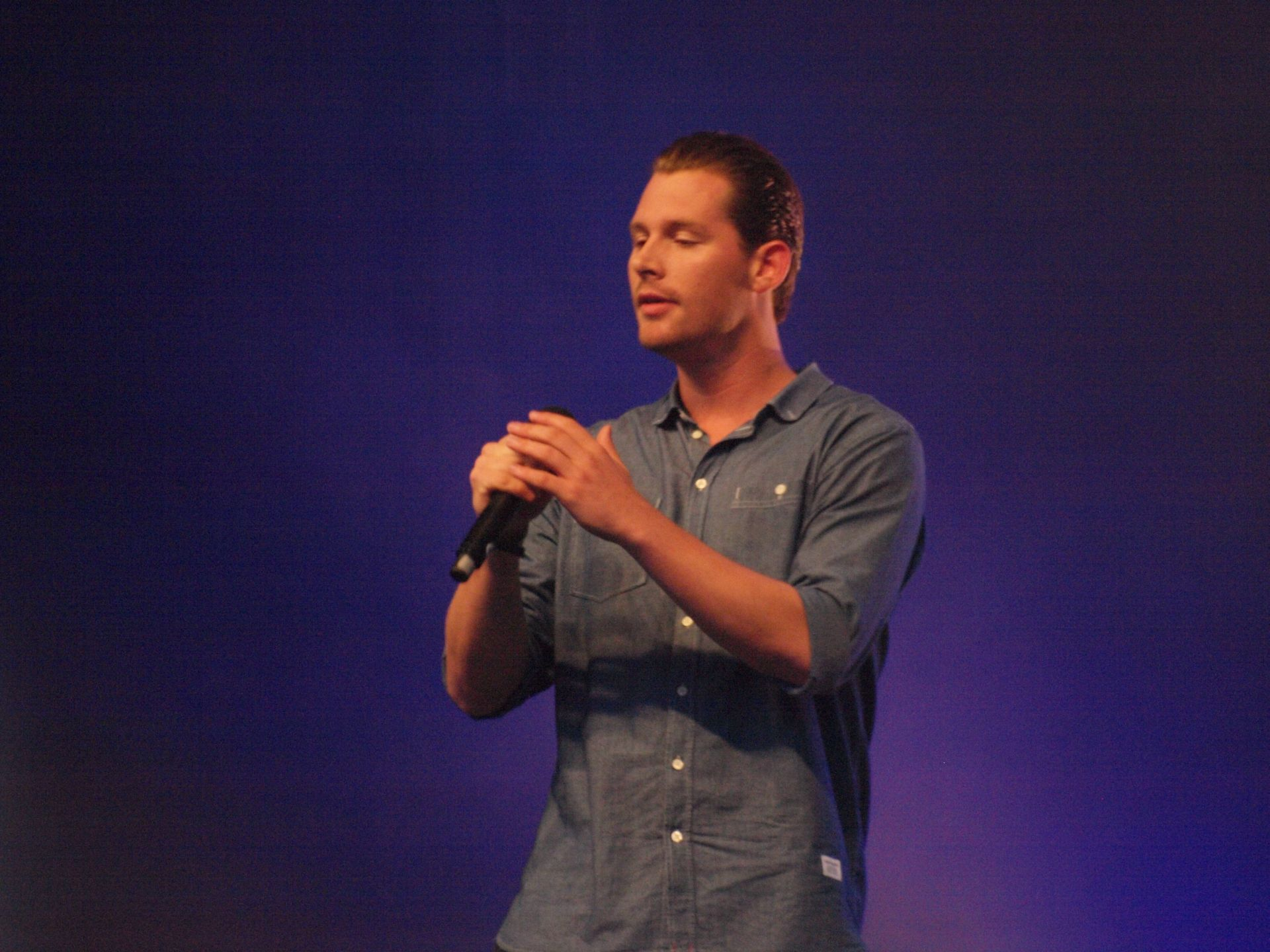
Rasmus Christian Seebach – syn Tommy’ego

### Albumy studyjne
- 1975: Wheels
- 1976: Lucky Guy
- 1977: Tommygum
- 1979: Disco Tango
- 1981: Love On The Line (featuring Debbie Cameron)
- 1983: Tommy Seebach Instrumental
- 1983: Den Med Gyngen
- 1986: Pop-Korn
- 1989: Tommy Seebach

### Albumy kompilacyjne
- 1979: Tommy Seebach And Seebach Band, The – Greatest Hits
- 1979: Stjerneparade – Tommy Seebach
- 2007: Hip Hurra
- 2009: Det Bedste Med Tommy Seebach